# Kerzing
Kerzing est un village camerounais situé au sein de la commune de Baschéo, dans le département de Bénoué, dans la région du Nord.

## Climat
A l’instar de sa commune, Kerzing bénéficie d'un climat tropical de type soudanien à deux saisons, une saison sèche qui dure sept mois (octobre - avril) et une saison de pluie qui va de mai à septembre

## Démographie
Le Bureau Central des Recensements Et Des Études De Population (BUCREP) a estimé la population du village de Kerzing à 175 habitants, soitn0,65% de la population de la commune. Cette population se caractérise par une population masculine (95 hommes) légèrement supérieure à la population féminine du village (80 femmes).